# Neofelis
 Neofelis  ist eine Gattung der Katzen (Felidae), die mit dem Nebelparder (Neofelis nebulosa) und dem Sunda-Nebelparder (Neofelis diardi) zwei Arten beinhaltet. Beide Arten leben in Südostasien, wobei der Nebelparder auf dem Festland von Nepal, Nordindien und China bis zur malaiischen Halbinsel und der Sunda-Nebelparder in zwei Unterarten auf den Inseln Sumatra und Borneo vorkommt.

## Merkmale
Die beiden Arten der Gattung Neofelis gehören zu den kleineren Arten der Großkatzen. Der Nebelparder erreicht eine Kopf-Rumpf-Länge von 75 bis 105 Zentimeter mit einem Schwanz von 79 bis 90 Zentimetern, das Gewicht liegt im Durchschnitt bei 18 bis 22 Kilogramm. Die Größe des Sunda-Nebelparders liegt in einem ähnlichen Bereich. Beide Arten besitzen eine gelb-braune bis dunkelgraue Grundfarbe, auf der sich eine auffällige Zeichnung aus großen dunkleren und teilweise schwarz umrandeten Flecken befindet.
Der Sunda-Nebelparder hat längere Eckzähne und dickere Reißzähne im Oberkiefer als der Nebelparder. Die Wolkenzeichnungen des Fells sind kleiner und dunkler und es gibt viele auffällige Flecken innerhalb der Wolkenflecken. Das Fell ist grauer, allgemein dunkler und es weist einen dunklen, durchgehenden, doppelten Aalstrich auf.

## Verbreitung

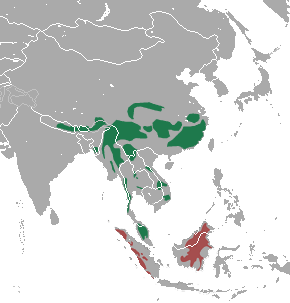
Verbreitungsgebiete des Nebelparders (grün) und des Sunda-Nebelparders (rot)

Das Verbreitungsgebiet der beiden Arten der Gattung Neofelis befindet sich in Südostasien. Dabei ist der Nebelparder auf dem südostasiatischen Festland in Teilen der Volksrepublik China, Nepal, Indien, Bangladesch, Bhutan, Kambodscha, Laos, Myanmar, Thailand, Vietnam und dem Festlandgebiet von Malaysia verbreitet. Der Sunda-Nebelparder lebt dagegen auf den Inseln Sumatra und Borneo sowie eventuell auf einigen kleineren Inseln des malaiischen Archipels.

## Systematik
Die Gattung Neofelis ist eine eigenständige Gattung innerhalb der Großkatzen (Pantherinae). Sie wurde 1867 von John Edward Gray wissenschaftlich beschrieben, um den von Edward Griffith 1821 beschriebenen Nebelparder von den restlichen Großkatzen abzugrenzen. Gelegentlich wurde Neofelis als Untergattung der Eigentlichen Großkatzen (Panthera) angesehen, durch ihr verknöchertes Zungenbein unterscheidet sich die Gattung Neofelis aber von den anderen Großkatzen. Man geht entsprechend davon aus, dass Neofelis die Schwestergruppe der restlichen Großkatzen und zugleich der ursprünglichste Ast der Großkatzen ist, die sich nach aktuellem Wissensstand vor etwa sechs Millionen Jahren von den anderen Katzen getrennt haben.
Bis 2006 galt der Nebelparder (Neofelis nebulosa) als einzige Art der zu den Großkatzen gehörenden Gattung Neofelis. Auf der Basis von molekulargenetischen und morphometrischen Untersuchungen wurde aber der bislang als Unterart geltende Sunda-Nebelparder (Neofelis diardi) der indonesischen Inseln Sumatra und Borneo als eigene Art eingestuft. Auf genetischer Ebene sind die beiden Formen ebenso verschieden wie die Arten der Gattung Panthera untereinander, demnach sind zwei Arten zu unterscheiden.

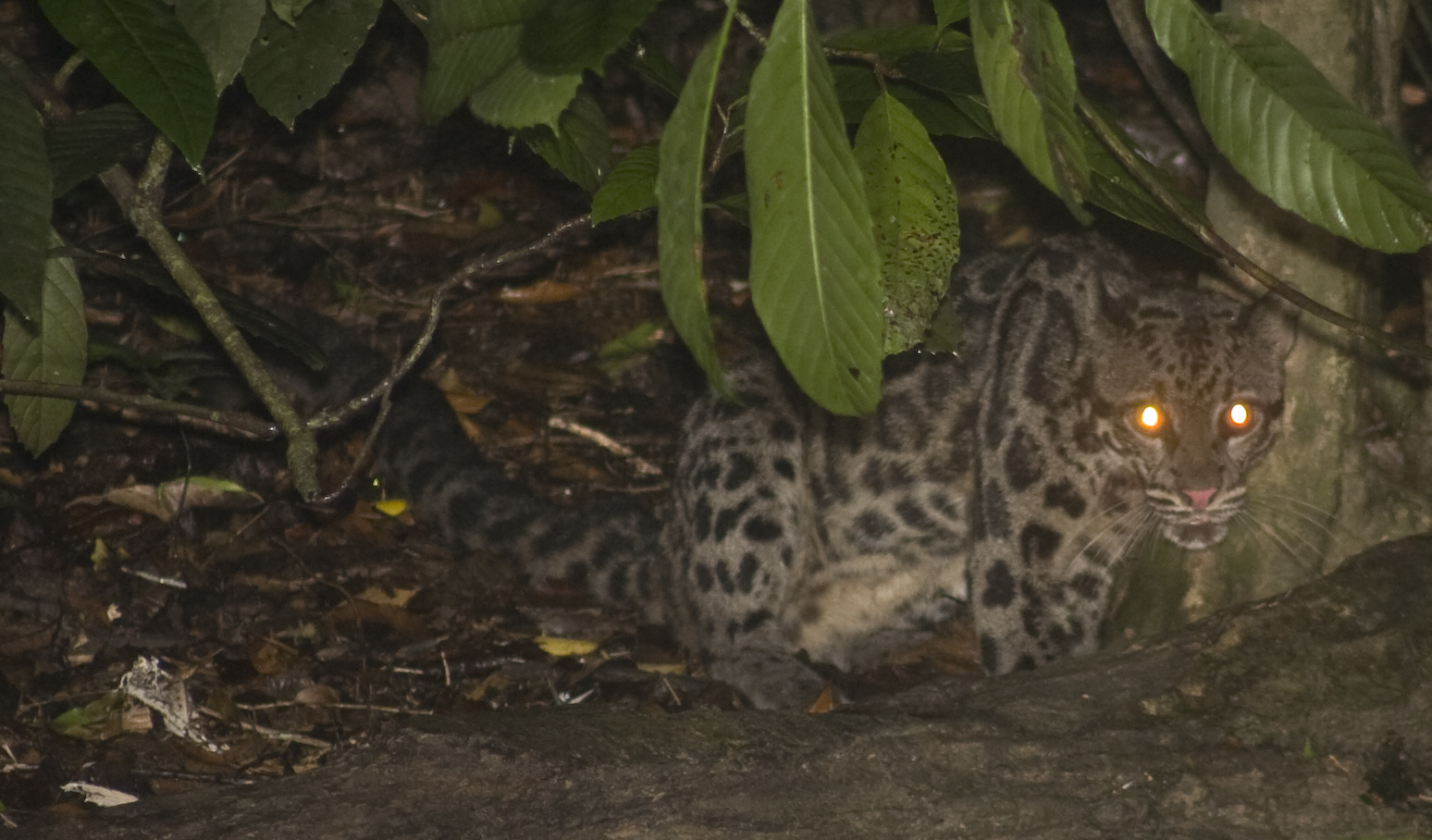
Sunda-Nebelparder (Neofelis diardi) am unteren Kinabatangan auf Borneo

## Belege
1. ↑  A. Wilting, P. Christiansen, A. C. Kitchener, Y. J. M. Kemp, L. Ambu, J. Fickel: Geographical variation in and evolutionary history of the Sunda clouded leopard (Neofelis diardi) (Mammalia: Carnivora: Felidae) with the description of a new subspecies from Borneo. In: Molecular Phylogenetics and Evolution. 2010. doi:10.1016/j.ympev.2010.11.007.
2. ↑  
Katie Holmes: Neofelis nebulosa. im Animal Diversity Net.
3. ↑  
Neofelis nebulosa in der Roten Liste gefährdeter Arten der IUCN 2011. Eingestellt von: J. Sanderson, J. A. Khan, L. Grassman, D.P. Mallon, 2008. Abgerufen am 17. April 2012.
4. ↑  
Neofelis diardi in der Roten Liste gefährdeter Arten der IUCN 2011. Eingestellt von: A. Hearn, J. Sanderson, J. Ross, A. Wilting, S. Sunarto, 2008. Abgerufen am 17. April 2012.
5. ↑  „Systematics“. In: M.E. Sunquist, F.C. Sunquist: Family Felidae (Cats) In: Don E. Wilson, Russell A. Mittermeier (Hrsg.): Handbook of the Mammals of the World. Volume 1: Carnivores. Lynx Edicions, Barcelona 2009, ISBN 978-84-96553-49-1,  S. 54–58.
6. ↑  
Valerie A. Buckley-Beason, Warren E. Johnson, William G. Nash, Roscoe Stanyon, Joan C. Menninger, Carlos A. Driscoll, JoGayle Howard, Mitch Bush, John E. Page, Melody E. Roelke, Gary Stone, Paolo P. Martelli, Ci Wen, Lin Ling, Ratna K. Duraisingam, Phan V. Lam, Stephen J. O’Brien: Molecular Evidence for Species-Level Distinctions in Clouded Leopards. In: Current Biology. Nr. 16, 5. Dezember 2006, S. 2371–2376.
7. ↑  
A. Kitchener u. a.: Geographical Variation in the Clouded Leopard, Neofelis nebulosa, Reveals Two Species. In: Current Biology. Nr. 16, 5. Dezember 2006, S. 2377–2383.
8. ↑  Stephen J. O’Brien, Warren E. Johnson: Der neue Stammbaum der Katzen. In: Spektrum der Wissenschaft. 6, 2008, S. 54–61.